# Hai delle isole negli occhi
Hai delle isole negli occhi è un singolo del cantautore italiano Tiziano Ferro, pubblicato il 30 marzo 2012 come terzo estratto dal quinto album in studio L'amore è una cosa semplice.

## Descrizione
La canzone viene tradotta in lingua spagnola da Mónica Vélez e Angélica Enciso con il titolo Islas en tus ojos, inserita nell'album El amor es una cosa simple ma non estratta come singolo in Spagna e in America Latina.
Il singolo raggiunge la posizione 21 della classifica italiana e all'inizio di luglio viene certificato Disco d'oro.

## Video musicale
Il videoclip (solo in lingua italiana) è stato diretto dal regista Fabio Jansen e girato a Milano nelle sale per le prove de L'amore è una cosa semplice Tour 2012. Ritrae Tiziano Ferro e la sua band che cantano il brano in uno stile riconducibile al soul.
Il filmato contiene piazzamenti promozionali di BlackBerry.
Il 12 aprile 2012 viene reso disponibile il videoclip, mentre una settimana dopo il relativo dietro le quinte, tutti e due sul canale YouTube di Tiziano Ferro VEVO.

## Tracce
CD singolo - Promo EMI (Italia)
1. Hai delle isole negli occhi

CD singolo - Promo EMI (Colombia)
1. Islas en tus ojos

Download digitale
1. Hai delle isole negli occhi
2. Islas en tus ojos

## Pubblicazioni
Hai delle isole negli occhi viene inserita nella compilation Radio Italia Hit Estate del 2012.
Nel 2014 il brano è stato inserito anche nella raccolta del cantautore TZN - The Best of Tiziano Ferro.
Nel 2017 il cantante italiano Thomas realizzata una cover del singolo per il suo album di debutto Oggi più che mai.
Nel 2022 la cantante Loredana Errore ne pubblica una sua versione nell'album di cover Stelle.

## Nomination
Con Hai delle isole negli occhi Tiziano Ferro riceve a dicembre 2012 una nomination ai Rockol Awards nella categoria Miglior singolo italiano.

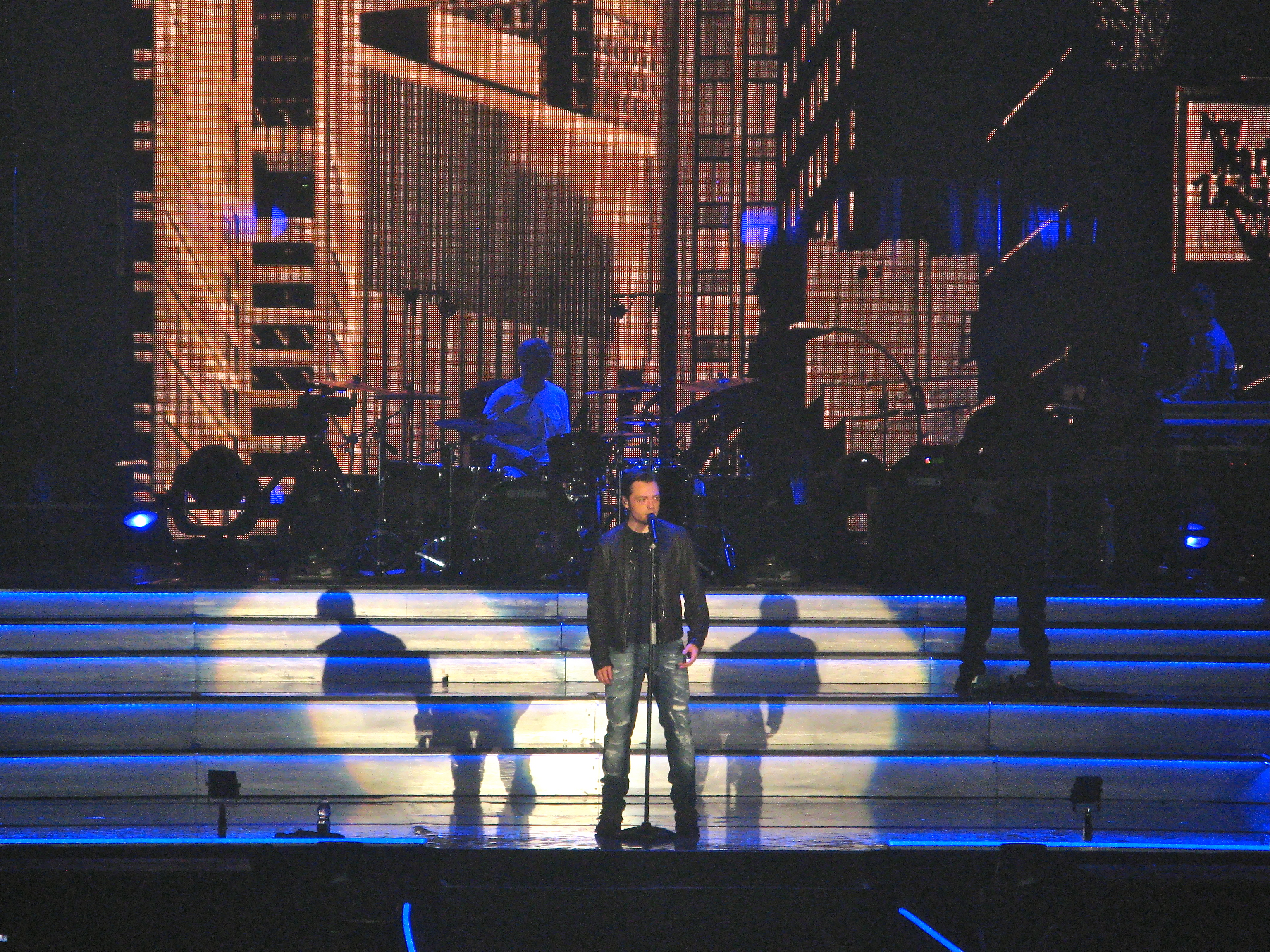
Tiziano Ferro interpreta il brano, 7 maggio 2012, PalaVerde di Treviso

## Classifiche
| Classifica (2012) | Posizione massima |
| ----------------- | ----------------- |
| Italia            | 21                |